# Giuncaggio
Giuncaggio (en cors Ghjuncaghju) és un municipi francès, situat a la regió de Còrsega, al departament d'Alta Còrsega. L'any 1999 tenia 76 habitants.

## Demografia
| 1962 | 1968 | 1975 | 1982 | 1990 | 1999 |
| ---- | ---- | ---- | ---- | ---- | ---- |
| 139  | 148  | 138  | 131  | 76   | 76   |

## Administració
| Període | Identitat          | Partit | Qualitat |  |
| ------- | ------------------ | ------ | -------- |  |
| 1995-   | Philippe Marchioni |        |          |  |